# Wayne Eyer Manning
Pour les articles homonymes, voir Manning.
 (juillet 2023).
Si vous disposez d'ouvrages ou d'articles de référence ou si vous connaissez des sites web de qualité traitant du thème abordé ici, merci de compléter l'article en donnant les références utiles à sa vérifiabilité et en les liant à la section « Notes et références ».
Wayne Eyer Manning est un botaniste américain, né le 12 avril 1899 et mort le 8 février 2004.
Il obtient son Bachelor of Sciences à l’Oberlin College en 1920 et son Ph. D. à l'université Cornell en 1926. Son sujet de thèse porte sur l’anatomie florale des Juglandaceae. Il enseigne un an à Cornell puis un an à l’université de l’Illinois à Urbana, il rejoint le Smith College où il enseigne de 1928 à 1941. Il rejoint, en 1945, l’université Ducknell où il travaille jusqu’à sa retraite en 1968. Manning fait paraître plus de 40 publications consacrées principalement aux Juglandaceae.

## Source
- Notice nécrologique de Warren G. Abrahamson parue dans Plant Science Bulletin, 50 (2) - Summer 2004 (en anglais)

W.E.Manning est l’abréviation botanique standard de Wayne Eyer Manning.
Consulter la liste des abréviations d'auteur en botanique ou la liste des plantes assignées à cet auteur par l'IPNI, la liste des champignons assignés par MycoBank, la liste des algues assignées par l'AlgaeBase et la liste des fossiles assignés à cet auteur par l'IFPNI.